# Nicole Corsino
Nicole Corsino (Marsella, 1965) és un dels referents de la videodansa dins el sector del videoart i dels videoartistes. Coreògrafa i videoartista, Corsino ha estat reconeguda -juntament amb la seva parella, Norbert Corsino- en festivals i concursos per les seves peces de videoart i videodansa. Corsino va començar la seva trajectòria en món de la dansa i d'aquí va evolucionar a la videodansa per expressar temes i conceptes a través del moviment -o kinètica-, energia cinètica del cos humà. La unió de la música, el ball i el vídeo en les obres de Corsino han aportat creativitat a les arts audiovisuals contemporànies.
Les seves obres s'han presentat a desenes de festivals aconseguint un alt reconeixement tant de la crítica i del públic. Les seves obres més conegudes són Signs, surfaces and the instant i Bangalore Fictions.
Nicole Corsino treballa a Marsella on diposa d'un espai de creació anomenat Scene 44. Els temes que Corsino comunica a través de la videodansa són: les dones i la seva posició al món, la natura, la negació o l'estàtica.

## Trajectòria
Nicole Corsino va néixer a Marsella el 1965. La seva parella, Norbert Corsino,, Norbert Corsino és també un referent de la videodansa i amdos són socis de la marca N+N Corsino. El seu interès pel món de la dansa i el seu coneixement en audiovisual la van portar a fer un canvi en la seva vida professional per adinsar-se en la videocreació i unir la dansa amb el video.
Nicole Corsino comença la seva trajectòria com a coreògrafa en el món de la dansa francès, però en uns anys passa al bàndol del video i la videocreació. Corsino és una coreògrafa creativa que centra la seva obra en la kinètica dels cossos, els quals uneix amb els paisatges per donar significat a la seva obra. El seu objectiu és fer veure com el moviment dels cossos modifica el que tenen al seu voltant i a la vegada donen un nou sentit. La seva carrera, però, va acompayada del seu company Norbert Corsino. Ambdós firmen totes les seves obres i coreografies.
Corsino gaudeix d'una experiència dilatada acompanyada de la seva parella que permet abraçar obres importants i en escenaris molt diferents sempre sota un mateix lema: el moviment del cos.
La seva feina apareix en pel·lícules i vídeos que s'exposen en les instal·lacions que construeixen, especials per a la seva projecció. En especial, la seva obra Circumnavigation, basada en el món marítim i el moviments dels cossos dels éssers humans, ha estat luna de les més reconegudes. Circumnavigation consta de 7 films, realitzats entre 1992 i 1994- on es recreen diferents ciutats amb un protagonista comú: el mar. Les 7 obres són una visió poètica del mar i tenen com a títol: Marsella, Trieste, Rötterdam, Riga, Lisboa, Vigo i Vancouver.
Una altra obra per la qual se'ls reconeix és 211 jours après le preintemps] on la imatge i la música es combinen amb el text per aconseguir una navegació sensorial nova. La sortida del seu film Totempol va arribar després d'un premi de l'estat francès i d'un Villa Médicis hors les murs (1994) per la seva feina en l'ús de nou software en la videodansa. Al film van barrejar ballarins de carn i ossos amb ballarins digitals, una fita pionera als 90.
El 2000 van apostar per fer una passa endavant i van fer un film en 3D: Captives 2nd movement que va ajudar a la recerca en explotació de les possibilitats del món virtual i la dansa interactiva. Des d'aleshores, Corsino ha utilitzat tots els avantatges i facilitats que aporten les noves tecnologies i programaris quant a imatge i so, incloent una obra per a iPhone el 2009: Soi moi .
El seu treball ha estat reconegut a tot el món, en especial a Xangai, Canton, Hong Kong o Moscou.

## Obres
Les obres de Corsino s'inscriuen en la videodansa creativa interactiva. A més, els seus projectes s'han presentat en diferents festivals amb reconeixement.
El 2014, presenten la seva última obra Signs, surfaces and the instant, una navegació interactiva dins un video d'una coreografia. Aquesta obra explora la kinètica del cos humà juntament amb la natura que l'envolta. La tecnologia és una de les bases d'aquest projecte, ja que és la unió entre la coreografia dels moviments i la interactuació amb el voltant. Es valora en aquesta obra també la falta de moviment vinculada amb el món virtual gràcies a la seva navegació interactiva amb l'obra.
El 2013 exposen Bangalore Fictions, projecte del qual està previst crear una aplicació per a tablets. Com en el cas anterior, ens trobem davant d'una navegació interactiva dins el video basada en una novela gràfica, textos i imatges combinades en un procés narratiu. Consta de 12 obres de ficció. Les seves incursions en les noves tecnologies, però, no comencen aquí. El 2009, amb Soi Moi, Corsino va experimentar amb una videocreació exclusiva per a iPhone. Consta de 15 coreografies d'un parell de minuts cadascuna. La interacció permet veure en primer pla carícies d'un dit escollit per l'espectador, o fer caure neu a la imatge.
El 2003 presenta 7 scénarios de papier, que és el resultat del treball de 7 estudiants que combinen roba i moviment (coreografia) amb la ballarina Ana Teixidó. Els estudiants havien de crear roba a partir d'un tros de paper i Corsino es va encarregar després de crear les coreografies per donar moviment a la ballarina i al model.
El 1999 amb Captives (2nd mouvement). Aquest projecte està dedicat només a les dones, i reflecteix una actitud de fugida. S'explica com un conte i es vol fer entendre aquest sentiment de negació per part del sexe femení. Les ballarines en aquest projecte són: la mateixa Nicole Corsino, Ana Teixido i Carme Vidal. Els cossos pateixen tota mena de deformacions i en un ambient de boira i fosc.
També és ressenyable la seva obra Travesées.
Degut al seu gran èxit a Àsia, algunes de les seves obres se centren en aquest continent: Shama (2007, Shanghai) o Heightened fictions (2006, Seoul). També es dirigeix al públic del seu país nadiu amb Seuele avec loup (2006, París), Amorces intimes (2004, Marsella) o Topologies de l'instant (2001-2002, Marsella).

## Festivals
El 2014 Nicole i Norbert Corsino presenten Signs, surfaces and the instant, una coreografia interactiva de N+N Corsino presentada a l'Aurora Museum al Festival Croisements Shanghai. Un any abans havien presentat Bangalore fictions (2013), una coreografia interactiva que es va exposar al Bonjour India Festival al National Gallery for Modern Art, a Nova Delhi. El 2012 Nicole Corsino apareix amb l'obra Surf et surface al Centre des arts, on valora el moviment en relació al canvi de l'espai i el paisatge. A l'inici de la història es poden triar diferents camins que de mica en mica arriben al mateix punt final.
Altres festivals on han projectat les seves videocreacions han estat:
- MUES, 16è Festival de Danse et des Arts Multiples de Marsella el 2011
- Soi Moi, 17è Festival International d'Art Video de Casablanca el 2010
- Apertura del Port de Yokohama el 2009
- Festival Pocket Film a París el 2009
- Festival Internacional de Marsella el 2007
- Innauguració del Pavillon Noir a Ais de Provença el 2006
- Centre Pompidou de París el 2006
- French May International Festival el 2004
- 9è Festival de Marsella, Teatre des Bernardines el 2004
- Festival VISU, Escena Nacional a la Mostra de barcelona al Centre d'Art Santa Monica el 2003
- Monaco Dance Forum Arxivat 2014-10-25 a Wayback Machine. el 2002
- France moves, Brooklyn Academy of Music a Nova York el 2001
- Ars electronica a Rio de Janeiro el 2000
- Festival International Montpellier Danse el 1999
- Festival De la Dansa i la Imatge a Palermo el 1997
- Cinémathèque de la danse a París a 1996

## Premis i reconeixements
El 2002 N+N Corsino va rebre el reconeixement més valorat que es pot rebre per als que es dediquen a les arts visuals a França: van ser nomenats Cavallers de les Arts i les lletres l'1 de gener de 2002. El 2007 van guanyar el primer premi de la Fundació CMA-CGM. Com a reconeixement, van ser nomenats directors artístics d'Ars Numerica al Centre Europeu de les Arts Digitals del 2007 al 2009.
A Marsella han pogut crear el seu propi local (Scene 44) per a creacions coreogràfiques i innovació digital.
Altres premis importants que ha rebut:
- Captives (2nd mouvement) de 1999: premi a la creació al Festival l'Immagine leggera de Palerm, nominació a la Medien Kunst Preis, premi Pixel Ina a la categoria Art, premi a la creació de Media Danse Festival a València, premi a la creació musical categoria multimèdia a Bourges, menció especial per efectes audiovisuals i per coreografia electrònica.
- Totempol de 1995: menció especial al Grand Prix Video Danse.
- Marseille, Trieste, Rotterdam, Riga, Lisbonne, Vigo, Vancuver: menció especial al Grand Prix Video Danse de París, premi a la creació de la ciutat de Strasbourg, premi europeu a la creació a Estavar.
- La Collectio de 1990: menció especial al Grand Prix Video Danse.
- La Collec
- Un avion, presque au milieu du lac de 1989: premi VideoArt del Museo de Céret
- Le pré de Mme Carle de 1988: M.I.D.E.M de Cannes
- Anna de la côte de 1986: primer premi de Ficció al Festival du Grand Sud

## Context
Nicole Corsino apareix dins el context del videoart o el vídeo digital de creació. En aquesta corrent els autors o creadors focalitzen la seva feina i objectius en reproduir la realitat d'una forma diferent a la convencional. Per als videocreadors, la difusió d'una realitat es fa a través d'innovació, modificació i tecnologia. Les diferents perspectives que es poden trobar d'un mateix fet afecten el producte final.
El videoart no es queda només en un suport digital, sinó que barreja diferents vessants artístiques unint-les en instal·lacions creades expressament per a la projecció de l'obra.
Aquest moviment té festivals propis com el Video Art and Experimental Film Festival de Nova York o el Festival Internacional de Vídeo Arte de Barcelona. El videoart provoca emocions en l'espectador i el fa reflexionar. La creació audiovisual en aquests casos és artística i experimental.
Dins el videoart, sorgeix el moviment de videodansa, que segueix els mateixos paràmetres però es focalitza en el moviment del cos i el seu significat per a fer una obra d'art audiovisual. Les coreografies i més tard els elements o l'edició digital suposaran un auge d'aquesta corrent. El cos humà és el protagonista del vídeo i immortalitza una coreografia que està especialment pensada per a l'objectiu de la càmera. Tot està sota control (llum, so, moviments, objectiu, pla) per aconseguir l'efecte desitjat pel creador i per transmetre el missatge correcte.
"La videodansa és la construcció d'una coreografia que només viu quan està en un vídeo, film o en una tecnologia digital. Ni la dansa ni els mitjans per a manifestar-la poden estar un al servei de l'altre, sinó que són companys o col·laboradors en la creació d'una forma híbrida" Douglas Rosenberg, creador de vídeo instal·lacions reconegut als Estats Units d'Amèrica.
Les coreografies utilitzades o creades per a un film de videodansa són exclusives per a la gravació, no es reprodueixen en teatres o espectacles. A més del joc amb els cossos, la tecnologia permet actualment jugar amb canvis, deformacions, alteracions i jugar amb la realitat i la realitat virtual. Si bé al principi, degut a la manca de tecnologia, sí que es creaven les coreografies per reproduir-les en viu, actualment només es creen per a l'objectiu de la càmera.
En aquesta vessant també hi ha festivals dedicats arreu del món com poden ser el Festival de Video DanzaBA o el Festival de videodanza de Barcelona.
En aquest tipus d'art de creació digital, per poder transmetre un missatge clar i concís dins l'objectiu que s'ha proposat l'artista, cal que tant creador, director o realitzador i coreògraf tinguin una relació estreta i objectius o punts de vista comuns. El cas de N+N Corsino, on coreògraf i realitzador coincideixen, no és el més comú, però simplifica el procés de creació, muntatge i instal·lació, ja que la idea és d'una sola persona.

## Influències
Nicole Corsino rep influències tant d'artistes presents com passats com Maya Deren, Charles Atlas, Nam June Paik, Walter Verdin o Scott deLahunta degut a la seva contemporaneitat o per tractar els mateixos temes. Tot i així, com a videocreadora es nodreix de les seves pròpies experiències i pensament per a realitzar els seus projectes, reflectint la dinàmica subjectiva dels videocreadors.